# Los nueve días
Los Nueve Días son los primeros nueve días de Av. Son días del luto intenso en el judaísmo que culmina en Tisha b'Av. Se recuerda la destrucción del primero y segundo templo en Jerusalén. 
Durante los nueve días, la ley judía (Halajá) prohíbe comer carne, y placeres. Estas prohibiciones están adheridas a Ben Hametzarim (Las tres semanas), que ocurren concurrente a los nueve días. Estas restricciones incluyen escuchar música, cortarse el cabello, afeitarse, consumir vino, realizar bodas y usar ropa recientemente lavadas y planchadas.